# РД-193
РД-193 — однокамерный жидкостный ракетный двигатель с дожиганием окислительного газа, созданный «НПО Энергомаш имени академика В. П. Глушко» на основе технологий и опыта разработки двигателя РД-191. Предназначен для ракет-носителей лёгкого класса (в частности, Союз-2.1в), которые будут выводить на орбиту грузы массой до 5 тонн.

## История
В 1-м квартале 2013 года «НПО Энергомаш» закончило испытания двигателя РД-193 и приступило к подготовке документации по адаптации его к ракете-носителю.

## Конструкция
Двигатель представляет собой упрощенную версию РД-191. Отличается отсутствием узла качания камеры и связанных с ним других конструктивных элементов, что позволило уменьшить габариты и массу (на 300 кг), а также снизило его стоимость.

## Модификации

### РД-181
РД-181 — экспортный вариант двигателя. Используется узел качания камеры и сопла, в отличие от РД-193.  Устанавливается на первой ступени РН «Антарес» компании Orbital Sciences Corporation. Он принадлежит семейству жидкостных ракетных двигателей РД-170 и представляет собой однокамерный ЖРД с вертикально расположенным турбонасосным агрегатом. Двигатель дросселируется по тяге в диапазоне 47—100 %, управление вектором тяги — 5°.
В 2012 году были начаты работы между Orbital Sciences Corporation и НПО «Энергомаш» по замене двигателя AJ-26 первой ступени РН «Антарес». В 2013 году были начаты конкурсные процедуры среди АО «НПО Энергомаш» и ПАО «Кузнецов».
В декабре 2014 года был заключен контракт между Orbital Sciences Corporation и НПО «Энергомаш» стоимостью 224,5 млн USD на поставку 20 РД-181 с опционом на закупку дополнительных двигателей до 31 декабря 2021 года.
В 2014 году была выпущена конструкторская документация, в начале 2015 года проведено первое огневое испытание двигателя РД-181, а в мае успешно завершена сертификация этого двигателя.
Летом 2015 года первые товарные двигатели РД-181 были поставлены в США, всего в 2015 году было поставлено четыре двигателя.
В марте 2016 года Orbital ATK приняла решение о реализации опциона на поставку восьми двигателей в 2017—2018 годах. Согласно контракту, в 2017—2018 годах НПО «Энергомаш» должен поставить 14 двигателей.
Первый запуск РН «Антарес» с использованием двигателей РД-181 состоялся 17 октября 2016 года.
6 июня 2018 года пресс служба НПО Энергомаш заявила, что стартовавшая 21 мая РН «Антарес» использовала двигатели РД-181, которые ранее уже использовались в огневом испытании в составе первой ступени РН. По словам главного конструктор НПО Энергомаш П.С. Левочкина, это доказывает возможность многократного использования этих двигателей. Также было отмечено, что хотя у предприятия уже имеется опыт создания многоразовых двигателей, запуск впервые продемонстрировал это в составе ракеты-носителя.